# Our House
Pour l’article homonyme, voir Our House (série télévisée).
Singles de Madness
Driving in My Car (en)
(1982) Tomorrow's (Just Another Day) (en)
(1983)
Our House est une chanson du groupe de ska britannique Madness, écrite par Chas Smash et composée par Chris Foreman. Sortie en single en novembre 1982, elle est extraite de l'album The Rise and Fall.
Elle connaît un important succès international, se classant en tête des charts au Canada et en Suède et devient une chanson phare du groupe.
La chanson évoque les joies de la vie de famille.

## Distinction
Our House reçoit le prix de meilleure chanson pop (Best Pop Song) aux Ivor Novello Awards en 1983.

## Liste des titres
- 45 tours
  1. Our House – 3:23
  2. Walking with Mr. Wheeze – 3:31

- 45 tours
  1. Our House (Stretch Mix) – 3:45
  2. Walking with Mr. Wheeze – 3:31

- Maxi 45 tours
  1. Our House (Extended Mix) – 6:00
  2. Our House (7" Version) – 3:23
  3. Walking with Mr. Wheeze – 3:31

- Maxi 45 tours
  1. Our House (Dance Mix) – 5:02
  2. Mad House (Our House Dub Mix) – 4:35

## Classements hebdomadaires
| Classement (1982-1983)                 | Meilleure position |
| -------------------------------------- | ------------------ |
| Allemagne (Media Control AG)           | 8                  |
| Australie (ARIA)                       | 17                 |
| Belgique (Flandre Ultratop 50 Singles) | 15                 |
| Canada (RPM Top Singles)               | 1                  |
| États-Unis (Billboard Hot 100)         | 7                  |
| Irlande (IRMA)                         | 3                  |
| Norvège (VG-lista)                     | 4                  |
| Nouvelle-Zélande (RMNZ)                | 49                 |
| Royaume-Uni (UK Singles Chart)         | 5                  |
| Suède (Sverigetopplistan)              | 1                  |
| Suisse (Schweizer Hitparade)           | 4                  |

| Classement (2012) | Meilleure position |
| ----------------- | ------------------ |
| France (SNEP)     | 132                |

| Pays              | Certification | Unités certifiées |
| ----------------- | ------------- | ----------------- |
| Royaume-Uni (BPI) | Platine       | 600 000           |

## Dans la culture
Sauf indication contraire ou complémentaire, les informations mentionnées dans cette section proviennent du générique de fin de l'œuvre audiovisuelle présentée ici.Un extrait a été utilisé comme générique de l'émission D&CO diffusée sur M6 de 2015 à 2017.
La chanson sert de générique au film Chez Gino (2011).
En avril 2019, la chanson a été utilisée pour la publicité de Total Direct Energie.
Depuis 2005, cette chanson est utilisée dans la publicité des cafés Maxwell House